# اکرسدورف
اکرسدورف (به آلمانی: Eckersdorf) یک شهر در آلمان است که در بایروث واقع شده‌است.